# 10617 Takumi
10617 Takumi è un asteroide della fascia principale. Scoperto nel 1997, presenta un'orbita caratterizzata da un semiasse maggiore pari a 2,2027417 UA e da un'eccentricità di 0,0892424, inclinata di 4,54611° rispetto all'eclittica.